# Müden (Rajna-vidék-Pfalz)
Müden település Németországban, Rajna-vidék-Pfalz tartományban. Lakosainak száma 660 fő (2023. december 31.).

## Népesség
A település népességének változása:
| Lakosok száma | 824  | 643  | 641  | 649  | 674  | 660  |
|               | 1975 | 2017 | 2019 | 2021 | 2022 | 2023 |